# Mode majeur

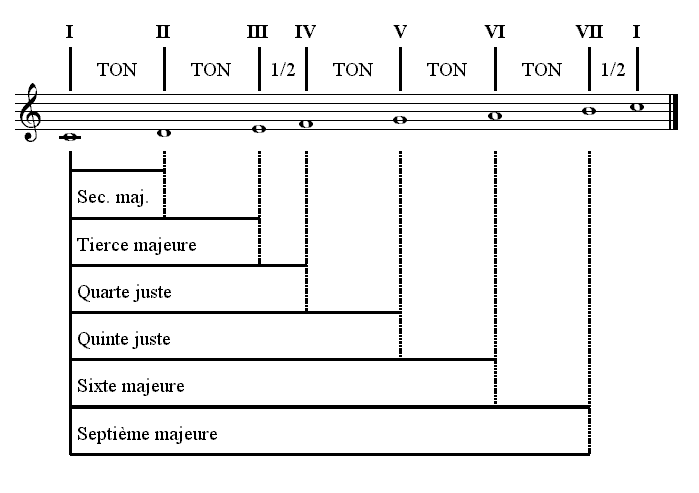
Intervalles de la gamme majeure

Pour les articles homonymes, voir Majeur.
En théorie de la musique, le mode majeur définit une classe de gammes diatoniques caractérisées par la succession suivante d'intervalles :
- ton
- ton
- 1⁄2 ton
- ton
- ton
- ton
- 1⁄2 ton

La gamme majeure la plus simple à écrire, et à visualiser sur un clavier, est celle de « do majeur », car c'est la seule qui ne contienne aucune altération et qui utilise donc uniquement les touches blanches du piano :
La lecture audio n'est pas prise en charge dans votre navigateur. Vous pouvez télécharger le fichier audio.

## Structure

Tétracordes de la gamme de do majeur

Une gamme majeure peut être vue comme l'addition de deux tétracordes, séparés par un ton, ce qui donne la suite :
- (ton
- ton
- 1⁄2 ton)
- ton
- (ton
- ton
- 1⁄2 ton)

- I
- II
- III
- IV
- V
- VI
- VII

### Gammes majeures comportant des dièses
| Tonalité   | Nombre de dièses | Notes diésées                     | Gamme |
| ---------- | ---------------- | --------------------------------- | ----- |
| do majeur  | 0                |                                   |       |
| sol majeur | 1                | fa                                |       |
| ré majeur  | 2                | fa , do                           |       |
| la majeur  | 3                | fa , do , sol                     |       |
| mi majeur  | 4                | fa , do , sol , ré                |       |
| si majeur  | 5                | fa , do , sol , ré , la           |       |
| fa majeur  | 6                | fa , do , sol , ré , la , mi      |       |
| do majeur  | 7                | fa , do , sol , ré , la , mi , si |       |

### Gammes majeures comportant des bémols
| Tonalité   | Nombre de bémols | Notes bémolisées                  |
| ---------- | ---------------- | --------------------------------- |
| do majeur  | 0                |                                   |
| fa majeur  | 1                | si                                |
| si majeur  | 2                | si , mi                           |
| mi majeur  | 3                | si , mi , la                      |
| la majeur  | 4                | si , mi , la , ré                 |
| ré majeur  | 5                | si , mi , la , ré , sol           |
| sol majeur | 6                | si , mi , la , ré , sol , do      |
| do majeur  | 7                | si , mi , la , ré , sol , do , fa |

## Cercle des quintes
La succession des armures se représente sur le cercle des quintes :